# Rio Cauípe
Rio Cauípe é um rio localizado no município de Caucaia, Ceará. Seu curso é barrado pelo açude Cauípe, com capacidade de 12 milhões de metros cúbicos, sendo fornecedor de água para o Complexo Industrial do Portuário do Pecém.

## Características gerais
Aquífero freático superficial, composto por diferentes formações, desde manto de intemperismo sobre o substrato gnáissico migmatítico, até sedimentos areno-argilosos da Formação Barreiras e areia de dunas. As espessuras saturadas variam de quase zero ao sul da área até cerca de 35 m nas encostas do vale e na planície litorânea. Um forte gradiente no mapa de condutividade, com valores variando de 400 a 1000 mS/cm, sugere uma divisão das contribuições hidrogeológicas dos domínios sedimentar, do lado litorâneo, e cristalino, do lado interior. O mapa potenciométrico revela que existe um paleovale e que a Lagoa do Banana encontra-se em um alto potenciométrico. Os solos da área estudada são arenosos, o que facilita a infiltração da água das precipitações. As possibilidades hidrogeológicas do domínio sedimentar na área são restritas. Sugere-se que as captações de água sejam feitas em locais onde se possa obter também a contribuição do aquífero fissural.